# Ministri degli affari esteri della Germania
I ministri degli affari esteri della Repubblica Federale Tedesca dal 1949 ad oggi sono i seguenti.

## Lista
| Ministro     | Ministro         | Ministro                           | Partito                           | Governo                      | Mandato          | Mandato          |
| Ministro     | Ministro         | Ministro                           | Partito                           | Governo                      | Inizio           | Fine             |
| ------------ | ---------------- | ---------------------------------- | --------------------------------- | ---------------------------- | ---------------- | ---------------- |
|              |                  | Konrad Adenauer (1876–1967)        | Unione Cristiano Democratica      | Adenauer I                   | 15 marzo 1951    | 20 ottobre 1953  |
| Adenauer II  | 20 ottobre 1953  | Konrad Adenauer (1876–1967)        | Unione Cristiano Democratica      | 6 giugno 1955                |                  |                  |
| Adenauer II  |                  |                                    | Heinrich von Brentano (1904–1964) | Unione Cristiano Democratica | 6 giugno 1955    | 29 ottobre 1957  |
| Adenauer III | 29 ottobre 1957  | 14 novembre 1961                   | Heinrich von Brentano (1904–1964) | Unione Cristiano Democratica |                  |                  |
|              |                  | Gerhard Schröder (1910–1989)       | Unione Cristiano Democratica      | Adenauer IV                  | 14 novembre 1961 | 14 dicembre 1962 |
| Adenauer V   | 14 dicembre 1962 | Gerhard Schröder (1910–1989)       | Unione Cristiano Democratica      | 11 ottobre 1963              |                  |                  |
| Erhard I     | 17 ottobre 1963  | Gerhard Schröder (1910–1989)       | Unione Cristiano Democratica      | 26 ottobre 1965              |                  |                  |
| Erhard II    | 26 ottobre 1965  | Gerhard Schröder (1910–1989)       | Unione Cristiano Democratica      | 30 novembre 1966             |                  |                  |
|              |                  | Willy Brandt (1913–1992)           | Partito Socialdemocratico         | Kiesinger                    | 1º dicembre 1966 | 21 ottobre 1969  |
|              |                  | Walter Scheel (1919–2016)          | Partito Liberale Democratico      | Brandt I                     | 22 ottobre 1969  | 15 dicembre 1972 |
| Brandt II    | 15 dicembre 1972 | Walter Scheel (1919–2016)          | Partito Liberale Democratico      | 16 maggio 1974               |                  |                  |
|              |                  | Hans-Dietrich Genscher (1927–2016) | Partito Liberale Democratico      | Schmidt I                    | 16 maggio 1974   | 14 dicembre 1976 |
| Schmidt II   | 14 dicembre 1976 | Hans-Dietrich Genscher (1927–2016) | Partito Liberale Democratico      | 4 novembre 1980              |                  |                  |
| Schmidt III  | 6 novembre 1980  | Hans-Dietrich Genscher (1927–2016) | Partito Liberale Democratico      | 17 settembre 1982            |                  |                  |
| Kohl I       | 4 ottobre 1982   | Hans-Dietrich Genscher (1927–2016) | Partito Liberale Democratico      | 29 marzo 1983                |                  |                  |
| Kohl II      | 30 marzo 1983    | Hans-Dietrich Genscher (1927–2016) | Partito Liberale Democratico      | 11 marzo 1987                |                  |                  |
| Kohl III     | 11 marzo 1987    | Hans-Dietrich Genscher (1927–2016) | Partito Liberale Democratico      | 18 gennaio 1991              |                  |                  |
| Kohl IV      | 18 gennaio 1991  | Hans-Dietrich Genscher (1927–2016) | Partito Liberale Democratico      | 17 maggio 1992               |                  |                  |
| Kohl IV      |                  |                                    | Klaus Kinkel (1936–2019)          | Partito Liberale Democratico | 17 maggio 1992   | 17 novembre 1994 |
| Kohl V       | 17 novembre 1994 | 26 ottobre 1998                    | Klaus Kinkel (1936–2019)          | Partito Liberale Democratico |                  |                  |
|              |                  | Joschka Fischer (1948–)            | Alleanza 90/I Verdi               | Schröder I                   | 27 ottobre 1998  | 22 ottobre 2002  |
| Schröder II  | 22 ottobre 2002  | Joschka Fischer (1948–)            | Alleanza 90/I Verdi               | 22 novembre 2005             |                  |                  |
|              |                  | Frank-Walter Steinmeier (1956–)    | Partito Socialdemocratico         | Merkel I                     | 22 novembre 2005 | 28 ottobre 2009  |
|              |                  | Guido Westerwelle (1961–2016)      | Partito Liberale Democratico      | Merkel II                    | 28 ottobre 2009  | 17 dicembre 2013 |
|              |                  | Frank-Walter Steinmeier (1956–)    | Partito Socialdemocratico         | Merkel III                   | 17 dicembre 2013 | 27 gennaio 2017  |
|              |                  | Sigmar Gabriel (1959–)             | Partito Socialdemocratico         | Merkel III                   | 27 gennaio 2017  | 14 marzo 2018    |
|              |                  | Heiko Maas (1966–)                 | Partito Socialdemocratico         | Merkel IV                    | 14 marzo 2018    | 8 dicembre 2021  |
|              |                  | Annalena Baerbock (1980–)          | Alleanza 90/I Verdi               | Scholz                       | 8 dicembre 2021  | 6 maggio 2025    |
|              |                  | Johann Wadephul (1963–)            | Unione Cristiano Democratica      | Merz                         | 6 maggio 2025    | in carica        |